# Ron
Ronul (în germana vorbită în Cantonul Valais numit Rhone sau Rotten, în franceză Rhône) este un fluviu din Franța și Elveția ce are o lungime de 812 km, fiind al doilea fluviu după lungime din Franța.
Acest curs de apă a dat numele departamentului Rhône din Franța.

## Cursul fluviului

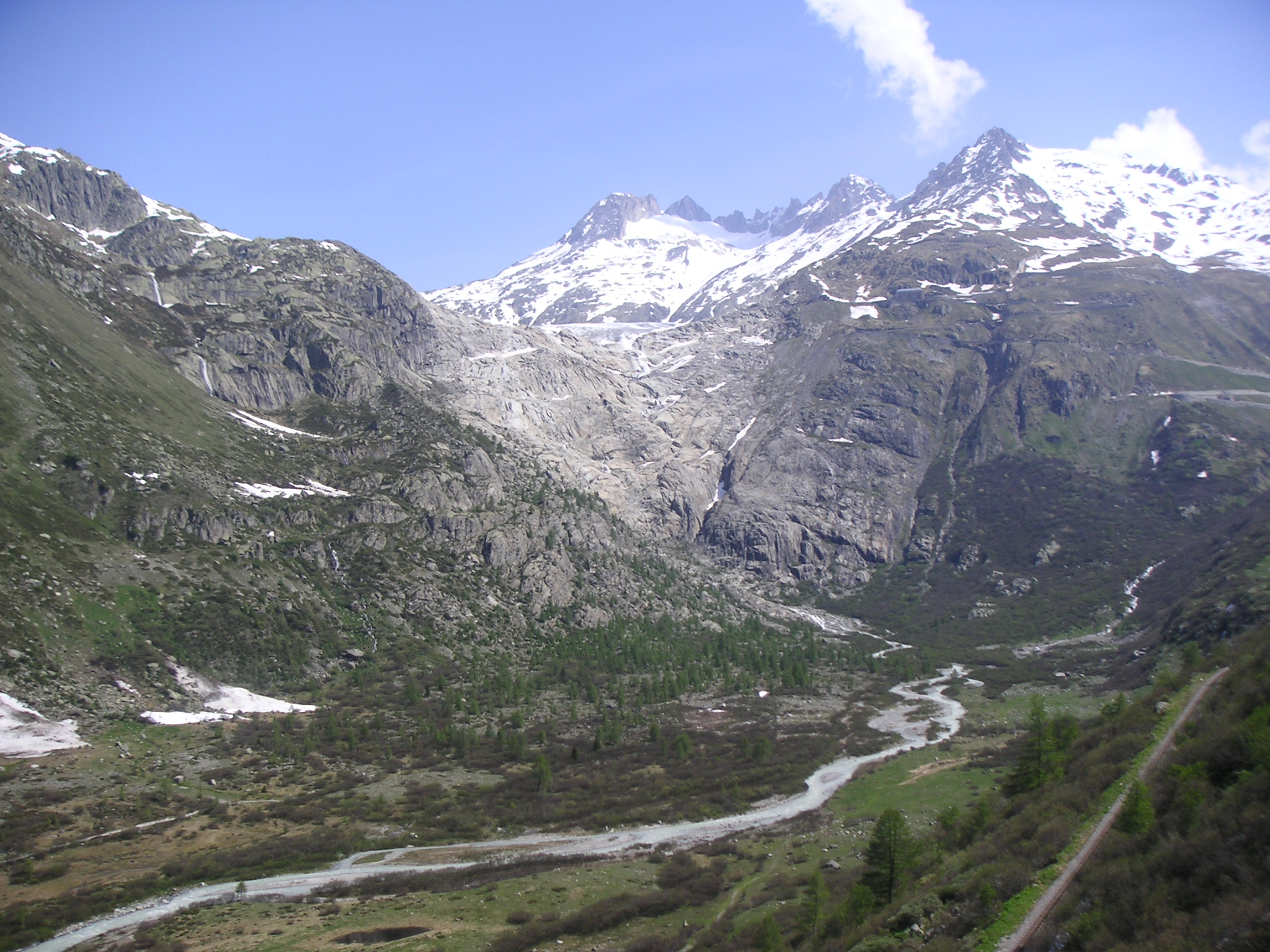
Valea glaciară a fluviului Ron

Ronul pornește în lungul său drum (812 km) ca efluent al ghețarului Rhône în Cantonul Valais la o altitudine de aproximativ 2.150 m.
Coboară până la Brig ca un torent apoi devine un mare râu de munte coborând înspre sud-vest printr-o vale glaciară. Între Brig și Martingny strânge cu precădere apele din văile Alpilor Penini către sud, ale căror râuri izvorăsc din marii ghețari ai masivelor Monte Rosa, Dom și Combin.
După Martigny râul cotește spre N-V către Lacul Geneva (în franceză: Lacul Léman) și separă Alpii Șablezi de cei Bernezi.
Cu un debit mediu de 165 m³/s intră în Lacul Geneva lângă orașul elvețian Le Bouveret și îl părăsește lângă Geneva înainte de a intra în Franța. Din Lacul Geneva debitul mediu este de 251 m³/s. După un curs de 290 kilometri Ronul părăsește Elveția.
La Lyon, care este cel mai mare oraș de-a lungul întregului său curs, Ronul întâlnește cel mai important tributar al său: Saône aduce 400 m³/s iar Ronul cei 600 m³/s ai săi. De aici Ronul urmărește direcția sudică a Saôneului. De-a lungul văii Ronului se unește pe bancul său stâng cu râurile Eyrieux, Ardèche, Cèze și Gardon venind dinspre munții Ceveni (Cévennes); iar pe malul drept râurile Isère (350 m³/s), Drôme, Ouvèze și Durance (188 m³/s) venind din Alpi.
La Arles Ronul se împarte în două brațe principale formând delta Camargue, ambele ramuri vărsându-se în Marea Balearelor, parte a Mării Mediterane, delta fiind denumită și „evantaiul Ronului”. Brațul cel mare se numește „Marele Ron”, iar celălalt „Micul Ron”. Media debitului anual la Arles este de 1.710 m³/s.

## De-a lungul Ronului
Orașele de-a lungul Ronului:

### Elveția
- Obergoms (fost Oberwald) (Valais)
- Brig (Valais)
- Visp (Valais)
- Leuk (Valais)
- Sierre (Valais)
- Sion (Valais)
- Martigny (Valais)
- St. Maurice (Valais)
- Urmărește Lacul Geneva pentru o listă a orașelor de-a lungul Ronului în Franța si Elveția
- Geneva (Geneva)

### Franța
- Lyon, (Rhône)
- Vienne (Isère)

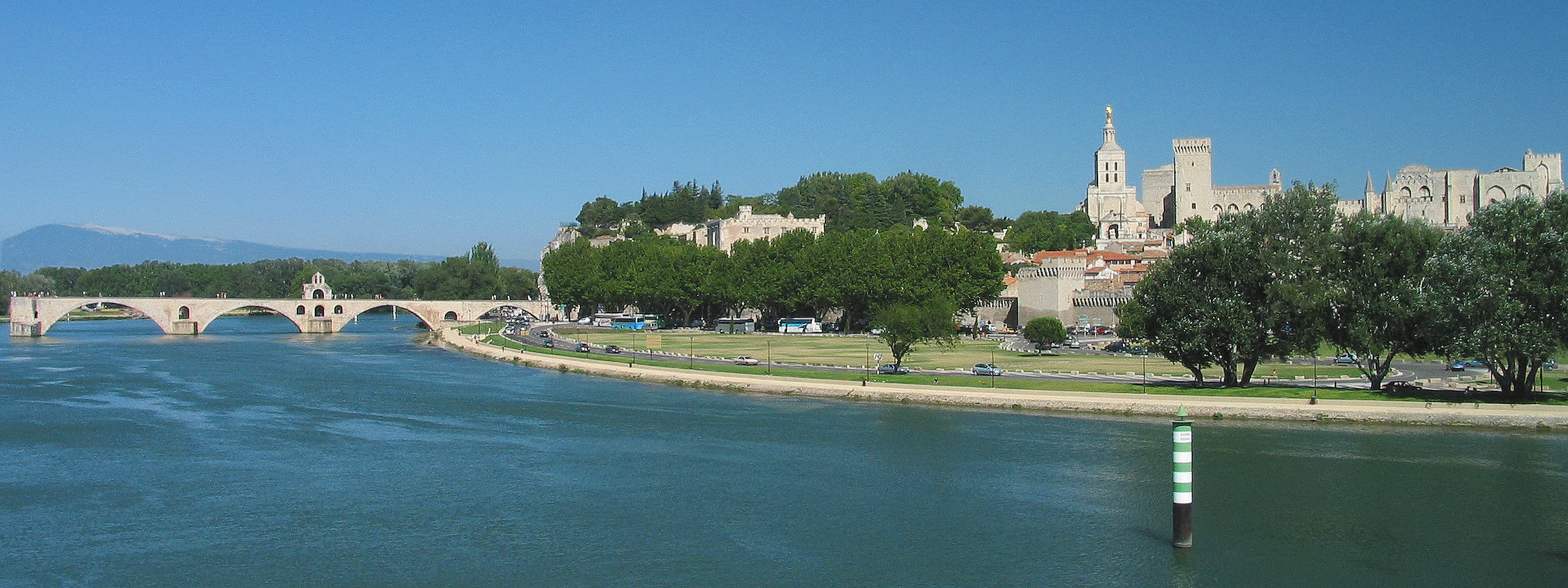
Ronul în Avignon.

- Tournon-sur-Rhône (Ardèche) vizavi Tain-l'Hermitage (Drôme)
- Valence (Drôme) vizavi Saint-Péray and Guilherand-Granges (Ardèche)
- Montélimar (Drôme) vizavi Le Teil și Rochemaure (Ardèche)
- Viviers (Ardèche)
- Bourg-Saint-Andéol (Ardèche)
- Pont-Saint-Esprit (Gard)
- Roquemaure (Gard)
- Avignon (Vaucluse) vizavi Villeneuve-lès-Avignon (Gard)
- Beaucaire (Gard) vizavi Tarascon (Bouches-du-Rhône)
- Vallabrègues (Gard)
- Arles (Bouches-du-Rhône)